# Chusraw Obloberdijew
Chusraw Obloberdijew (ur. 12 marca 1994) – tadżycki zapaśnik walczący w stylu klasycznym. Zajął 26. miejsce na mistrzostwach świata w 2015. Piąty na igrzyskach azjatyckich w 2014. Srebrny medal na mistrzostwach Azji w 2014. Mistrz Azji juniorów w 2013 i wicemistrz w 2014 roku.